# 根本泰彦
根本 泰彦（ねもと やすひこ、1958年1月6日 - ）は、日本の俳優、声優、演出家。福島県出身。テアトル・エコー所属。

## 略歴
子供の頃は、授業であてられ教科書を音読することも息が上がるほど人前に立つことが苦手で、一人でテレビの人形劇を見たりすることが好きだった。当時好きだった番組は『ひょっこりひょうたん島』であり、将来は人形劇団で人形師になることを考えていたという。
慶應義塾大学在学中は児童文化研究会に所属し、文化財パート（人形劇団）にて主に演出家として活動。最初は人形を作って動かす裏方志望だったものの、人数の少なさが理由で役者もすることとなったといい、最初は苦手意識があったものの次第に「あれっ、実は嫌いじゃないかもしれない」と感じる。
その後も人形劇に熱中するが、後輩が入り教える立場になり「何も知らないで教えることは出来ないなあ」と感じたため色々な舞台を観始め、学校巡演をしていた劇団青年座の舞台『ブンナよ、木からおりてこい』を観た際に舞台役者に憧れを持ったという。後に大学を中退。
青年座研究所夜間コース、お試しコース週3回・半年間の講座を経て、劇団青年座の試験を受けたものの不合格。演劇雑誌に掲載されていた養成所生募集の広告に熊倉一雄や山田康雄など知ってる名前があったことがきっかけで、1984年にテアトル・エコーに入団した。
声の仕事は、40歳ごろから本格的に行うようになったという。

## 人物
方言は福島弁。
声優としては、主に吹き替えを中心に活動し、ディズニー作品の吹き替え版にも多く出演している。また、「ミッション:インポッシブルシリーズ」のベンジー役をはじめサイモン・ペッグの吹き替えを担当しているほか、パトリック・デンプシーの吹き替えも複数担当している。
趣味は散歩。特技に関して「カッターを手に発泡スチロールに向かうと、仏師になる」としたことがある。
思い出深い出演作品に、『魔法にかけられて』のロバート（パトリック・デンプシー）を挙げたことがある。

## 出演
太字はメインキャラクター。

### 舞台
- シルビアの結婚
- スニーカーをはいた王子様
- ゾロ
- チンプス
- TUTENKAKU（通天閣）
- ドアを開けると
- 涙で頬は傷だらけ
- 23階の笑い
- LINK（リンク）

### テレビアニメ
2000年
- ストレンジドーン（シュラ）
- 陽だまりの樹（馬場）

2008年
- キャシャーン Sins（テツ）
- ゴルゴ13（カルナック）
- ミチコとハッチン（男〈ドラマ〉）

2009年
- 毎日かあさん（マツモトさん）

2010年
- NARUTO -ナルト- 疾風伝（2010年 - 2013年、スクネ、ブルービー / フカイ（318話））

2012年
- 遊☆戯☆王ZEXAL（バイロン・アークライト）

2017年
- いぬやしき（おじさん）

### OVA
- TO-Y（1987年）

### Webアニメ
- 無限の住人-IMMORTAL-（2020年、侍）

### ゲーム
- Dragon's Dogma：DARK ARISEN（2013年、愚者）
- Everybody's Gone to the Rapture（2015年、ジェレミー・ウィーラー神父）
- キングダム ハーツIII（2019年、グリーン・アーミーメン〈部下〉）

### 吹き替え

#### 担当俳優
サイモン・ペッグ
- アニー・イン・ザ・ターミナル（ビル）
- GCHQ:英国サイバー諜報局（ダニー・パトリック）
- スター・トレックシリーズ（モンゴメリー・“スコッティ”・スコット）
  - スター・トレック（2009）
  - スター・トレック イントゥ・ダークネス
  - スター・トレック BEYOND

- スローターハウス・ルールズ（メレディス・ハウスマン）
- ミッション:インポッシブルシリーズ（ベンジー・ダン）
  - M:i:III ※劇場公開版
  - ミッション:インポッシブル/ゴースト・プロトコル
  - ミッション:インポッシブル/ローグ・ネイション
  - ミッション:インポッシブル/フォールアウト
  - ミッション:インポッシブル/デッドレコニング PART ONE
  - ミッション:インポッシブル/ファイナル・レコニング

パトリック・デンプシー
- 近距離恋愛（トム）
- グレイズ・アナトミー 恋の解剖学（デレク・シェパード）
- トランスフォーマー/ダークサイド・ムーン（ディラン・グールド）
- プライベート・プラクティス 迷えるオトナたち（デレク・シェパード）
- フライペーパー! 史上最低の銀行強盗（トリップ）
- 魔法にかけられて（ロバート・フィリップ）
  - 魔法にかけられて2

#### 映画
- アイ・アム・サム（イフティ〈ダグ・ハッチソン〉）※ソフト版
- アイス・ツイスター（チャーリー〈マーク・モーゼス〉）
- アメリ（リュシアン〈ジャメル・ドゥブーズ〉）
- アメリカン・ガン
- アルビン/歌うシマリス3兄弟（イアン・ホーク〈デヴィッド・クロス〉）
- アルマゲドン2009（ジェームズ〈ジャック・コールマン〉）
- イレブン・ミニッツ（映画監督〈リチャード・ドーマー〉）
- インディ・ジョーンズ/クリスタル・スカルの王国
- インディ・ジョーンズと運命のダイヤル（ヴェーバー〈トーマス・クレッチマン〉[11]）
- ウォーク・ザ・ライン/君につづく道（サム・フィリップス〈ダラス・ロバーツ〉）
- ウォルト・ディズニーの約束（ドン・ダグラティ〈ブラッドリー・ウィットフォード〉）
- エアベンダー（アイロ伯父〈ショーン・トーブ〉）
- エイリアン バスターズ（隣人〈ビリー・クラダップ〉）
- X-MEN2（ジェイソン）※劇場公開版
- エバーラスティング 時をさまようタック
- エミリー・ローズ
- エレクトラ
- 奥さまは首相 〜ミセス・プリチャードの挑戦〜（リチャード）
- カウガールズ・アンド・エンジェルズ（ウォーカー〈ドリュー・ウォーターズ〉）
- 彼女を見ればわかること（アルバート〈ダニー・ウッドバーン〉）
- 奇蹟の詩 サード・ミラクル
- キャスパー（スティンキー）※DVD版
- キルショット（ウェイン・コルソン〈トーマス・ジェーン〉）
- クルエラ[12]
- クレイドル・ウィル・ロック 奇跡の一夜（オハラ）
- 幻影師アイゼンハイム（皇太子レオポルト〈ルーファス・シーウェル〉）
- GODZILLA ゴジラ（ウォルツ〈パトリック・サボンギ〉[13][4]）
- ゴリラのアイヴァン（アイヴァン）
- 最凶女装計画（ジェイク・ハーパー〈ロックリン・マンロー〉）
- サイン（レイ・レディ〈M・ナイト・シャマラン〉）※ソフト版
- サスペクト・ゼロ（トム・マッケルウェイ〈アーロン・エッカート〉）
- ザ・ベイ（ウィリアムズ）
- サンシャイン 2057（トレイ〈ベネディクト・ウォン〉）
- G.I.ジョー バック2リベンジ（ウォルデン・ナイジェル・ジェームズ〈ウォルトン・ゴギンズ〉）
- ジュラシック・ワールド（スコット・ミッチェル〈アンディ・バックリー〉）※劇場公開版
- ジョシュア 大国に抗った少年（クレイ・シャーキー）
- ジョン・ウィック（アヴィ〈ディーン・ウィンタース〉）
- ジョン・ウィック:パラベラム（ドク〈ランダル・ダク・キム〉[14]）
- スウィート・ノーベンバー（ビンス〈グレッグ・ジャーマン〉）
- スター・ウォーズ/フォースの覚醒
- スタートレックV 新たなる未知へ
- スタントマン（エディ・ブラウン〈本人〉）
- セプテンバー5（ルーン・アーレッジ〈ピーター・サースガード〉）
- ゼロ・ダーク・サーティ（ジョセフ・ブラッドリー〈カイル・チャンドラー〉）
- ソウル・サーファー（ホルト・ブランチャード〈ケヴィン・ソーボ〉）
- THE SALTON SEA ソルトン・シー（モーガン〈ダグ・ハッチソン〉）
- ダークナイト ライジング（ピーター・フォーリー副本部長〈マシュー・モディーン〉）
- チーター・ガールズ
- チーター・ガールズ2
- チンパンジー・ジェニー
- ツーリスト
- デイブは宇宙船（マーク・ローズ〈マーク・ブルカス〉）
- 手紙は憶えている（チャールズ〈ヘンリー・ツェニー〉）
- 天使と悪魔（バックマン）
- トーゴー（カーティス・ウェルチ医師〈リチャード・ドーマー〉）
- トータル・リコール（ハモンド）
- ナショナル・トレジャー リンカーン暗殺者の日記
- 南極物語
- バットマン ビギンズ ※フジテレビ版
- パディントン 消えた黄金郷の秘密[15]
- ハプニング
- ハワード -ディズニー音楽に込めた物語-（カイル・レニック）
- ヒア アフター（ビリー・ロネガン〈ジェイ・モーア〉）
- ファイヤーウォール（テレビアナウンサー）※テレビ朝日版
- ファンタスティック・ビーストと黒い魔法使いの誕生（トークィル・トラバース〈デレク・デリル〉[16]）
- フライトプラン
- プライベート・ライアン ※テレビ版
- 北京ヴァイオリン
- ボーン・スプレマシー（キリル〈カール・アーバン〉[17]）※ソフト・テレビ朝日版
- 炎の少女チャーリー（ジョン・レインバード〈マイケル・グレイアイズ〉）
- ホワイト・ノイズ
- マーサの幸せレシピ
- マーベル・シネマティック・ユニバース
  - アイアンマン （フィル・コールソン〈クラーク・グレッグ〉）※テレビ朝日版
  - アイアンマン2 （フィル・コールソン〈クラーク・グレッグ〉）※テレビ朝日版
  - アイアンマン3（管制室の士官）
  - ガーディアンズ・オブ・ギャラクシー（クリー大使〈トーマス・アラナ〉）
  - ドクター・ストレンジ（ジョナサン・パングボーン〈ベンジャミン・ブラット〉[18]）
  - エターナルズ（アリシェム[19]）
- マイレージ、マイライフ（クレイグ・グレゴリー〈ジェイソン・ベイトマン〉）
- マネー・ショート 華麗なる大逆転（ヴィニー・ダニエル〈ジェレミー・ストロング〉）
- マラソン（チョウォンの父〈アン・ネサン〉）
- ミュージック・オブ・ハート（デニス）
- ミリオンダラー・ベイビー（ホーヴァク神父〈ブライアン・F・オバーン〉）※ソフト版
- メイド・イン・マンハッタン ※ソフト版
- ライオン・キング（ザズー〈ジョン・オリバー〉）
- リロ&スティッチ[20]
- REC/レック2（ララ）
- ローグ・ワン/スター・ウォーズ・ストーリー（チアルート・イムウェ〈ドニー・イェン〉）
- ロープ（ルパート・カデル〈ジェームズ・スチュワート〉）

#### ドラマ
- アリー my Love
- アンフォゲッタブル 完全記憶捜査
- ER緊急救命室
  - シーズン9 #4（リーランド）、#13,#15（モーハン〈サル・レンディーノ〉）
  - シーズン12 #10（ハーベイ〈デヴィッド・ワイゼンバーグ〉）
  - シーズン13 #10（ポール・ギリアン〈ラモント・トンプソン〉）、#22（ジェームズ〈マーク・ハレリック〉）
- ヴィンチェンツォ（タク・ホンシク〈チェ・ドクムン〉[21]）
- ウェアハウス13 〜秘密の倉庫 事件ファイル〜（ピート・ラティマー〈エディ・マクリントック〉）
- NCIS: ニューオーリンズ シーズン1 #13（Dr.ガブリエル・リン〈B・D・ウォン〉）
- キリング・イヴ/Killing Eve（フランク・ヘイルトン〈ダーレン・ボイド〉）
- グッド・ワイフ（ミッチ）
- クリミナル・マインド FBI行動分析課
  - シーズン3 #5（リチャード）
  - シーズン4 #18（オマラ）
- クリミナル・マインド 特命捜査班レッドセル #3（ターナー刑事）
- ケネディ家の人びと（フランク・シナトラ〈クリス・ディアマントポロス〉）
- ザ・コンチネンタル:ジョン・ウィックの世界から（オーファンマスター[22]）
- ザ・ホワイトハウス（エド）
- CSI:ニューヨーク8（ヤヌス）
- スイート・トゥース: 鹿の角を持つ少年（英語版）（パッバ〈ウィル・フォーテ〉)
- SEX AND THE CITY（トレイ・マクドゥガル〈カイル・マクラクラン〉）
- デッド・ゾーン（ウォルト・バナーマン〈クリス・ブルーノ〉）
- ドーソンズ・クリーク〜青春の輝き（ワイルダー〈ケン・マリーノ〉）
- ニュールック（リュシアン・カミーユ・ルロン〈ジョン・マルコヴィッチ〉）
- PERSON of INTEREST 犯罪予知ユニット（カール・イライアス〈エンリコ・コラントーニ〉）
- ハリーズ・ロー 裏通り法律事務所
- 春のワルツ
- 犯罪捜査官 アナ・トラヴィス
- PAN AM/パンナム
- フラッシュフォワード
- プリティ・リトル・ライアーズ（バイロン・モンゴメリー〈チャド・ロウ〉）
- ボードウォーク・エンパイア 欲望の街
- ボディ・オブ・プルーフ 死体の証言（レイ・イーストン〈テリー・セルピコ〉）
- マンハント（テッド・カジンスキー〈ポール・ベタニー〉[23]）
- 名探偵ポワロ
  - 死との約束（コープ）
  - ホロー荘の殺人（エドワード）
- 亡国のスパイ～かくも親密な裏切り～(ニコラス・エリオット<ダミアン・ルイス>)(WOWOW)
- 名探偵モンク
- 誘拐交渉人（フィリップ・シェーファー）
- ライアー 交錯する証言（ローリー・マクスウェル〈ダニー・ウェッブ〉[24]）
- ロイヤル・スキャンダル 〜エリザベス女王の苦悩〜
- 私はラブ・リーガル2 #2（ダニエル・ポーター〈チャド・ロウ〉）

#### アニメ
- 悪魔城ドラキュラ -キャッスルヴァニア-: 月夜のノクターン（侯爵）
- アナと雪の女王（アレンデール国王）
- アバローのプリンセス エレナ（フランシスコ）
- カーズ2（リーランド・ターボ）
- カーズ/クロスロード（マイク・ジョイライド）
- ガーフィールドと仲間たち（ジョン・アーバックル）※CN版
- ジミー・ニュートロン 僕は天才発明家!（ヒュー・ニュートロン）
- ジャングル・ジャンクション（タクシークラブ、ボビー）
- スーパーマン（カイル・レイナー / 五代目グリーンランタン）
- 整形水（イェジの父[25]）
- ソウルフル・ワールド（ビョルン・T・ボルゲンソン博士）
- ちいさなプリンセス ソフィア（クローバー）
- デイ&ナイト（ラジオの声）
- トイ・ストーリーシリーズ
  - トイ・ストーリー3（グリーン・アーミーメン部下）
  - ニセものバズがやって来た（Tボーン）
  - トイ・ストーリー　謎の恐竜ワールド（レプティラス・マキシマス）
- 塔の上のラプンツェル（グレノ）
- パワーパフガールズ・ムービー
- ピーター・コットンテール 幸せを運ぶウサギ（シーモア・S・サッサフラス）
- ふしぎの国のアリス ※ソフト版追加収録部分
- プリンセスと魔法のキス
- プレーンズ（JFK管制塔）
- ヘラクレス（男性）
- ホートン/ふしぎな世界のダレダーレ
- ボルト（教授）
- ホワット・イフ...?（アリシェム）
- メリダとおそろしの森（ゴードン）
- モアナと伝説の海（話し合う村人）
- ライアンを探せ!（ナイジェル）

### ボイスオーバー
- BS世界のドキュメンタリー（NHK BS1）
  - 民間宇宙ビジネス最前線（ナレーション）
  - 南緯65度での観測
  - ナパーム弾の少女 歴史を変えた報道写真の真実
  - フレディ・マーキュリー 10枚の写真
  - 素顔のチャールズ3世 -イギリス 新国王の1年-
  - “クィア”な人生の再出発 ボリウッド式カミングアウト
  - ドイツの内なる脅威 躍進する“極右”政党（シュテファン・クラマー）

### 特撮
- ウルトラマンメビウス外伝 超銀河大戦（ウルトラマンエースの声）

### ナレーション
- 高校講座情報A（NHK教育テレビ）

### テレビ番組
- 小学校2年生理科「はてなはてな」（NHK教育テレビ、1989年 - 1992年）- ヒコにいさん

### CD
- 江戸の怪人たちより「義人傑人自由人」（ナレーション）
- 宝島（リブジー）

### ラジオドラマ
- キムジナーのいた夏
- イカロスの誕生日

### その他コンテンツ
- アメコミ・ヒーローの世界〜ローラ&渡辺直美 マーベル・キャラクターへの道〜（声の出演）
- トイ・ストーリー・マニア!（グリーン・アーミーメン部下）